# 第12回セントラルオハイオ映画批評家協会賞
第12回セントラルオハイオ映画批評家協会賞は2013年の映画を対象としており、2013年12月29日にノミネーションが発表され、結果は2014年1月2日に発表された。

## 受賞一覧

### 作品賞トップ10
- 1位 - 『ゼロ・グラビティ』
  - 2位 - 『her/世界でひとつの彼女』
  - 3位 - 『アメリカン・ハッスル』
  - 4位 - 『フランシス・ハ』
  - 5位 - 『ウルフ・オブ・ウォールストリート』
  - 6位 - 『それでも夜は明ける』
  - 7位 - 『インサイド・ルーウィン・デイヴィス 名もなき男の歌』
  - 8位 - 『ビフォア・ミッドナイト』
  - 9位 - Upstream Color
  - 10位 - 『ネブラスカ ふたつの心をつなぐ旅』

### 監督賞
- 受賞 - アルフォンソ・キュアロン - 『ゼロ・グラビティ』
  - 次点 - スパイク・ジョーンズ - 『her/世界でひとつの彼女』
  - アレクサンダー・ペイン - 『ネブラスカ ふたつの心をつなぐ旅』
  - デヴィッド・O・ラッセル - 『アメリカン・ハッスル』
  - スティーヴ・マックイーン - 『それでも夜は明ける』
  - マーティン・スコセッシ - 『ウルフ・オブ・ウォールストリート』

### アンサンブル演技賞
- 受賞 - 『アメリカン・ハッスル』
  - 次点 - 『ウルフ・オブ・ウォールストリート』
  - 『ネブラスカ ふたつの心をつなぐ旅』
  - 『それでも夜は明ける』
  - 『ショート・ターム』

### 主演男優賞
- 受賞 - キウェテル・イジョフォー - 『それでも夜は明ける』
  - 次点 - マシュー・マコノヒー - 『ダラス・バイヤーズクラブ』
  - トム・ハンクス - 『キャプテン・フィリップス』
  - マイケル・B・ジョーダン - 『フルートベール駅で』
  - ホアキン・フェニックス - 『her/世界でひとつの彼女』

### 主演女優賞
- 受賞 - アデル・エグザルホプロス - 『アデル、ブルーは熱い色』
  - 次点 - ブリー・ラーソン - 『ショート・ターム』
  - エイミー・アダムス - 『アメリカン・ハッスル』
  - ケイト・ブランシェット - 『ブルージャスミン』
  - グレタ・ガーウィグ - 『フランシス・ハ』

### 助演男優賞
- 受賞 - ジェームズ・フランコ - 『スプリング・ブレイカーズ』
  - 次点 - ジャレッド・レト - 『ダラス・バイヤーズクラブ』
  - マイケル・ファスベンダー - 『それでも夜は明ける』
  - バーカッド・アブディ - 『キャプテン・フィリップス』
  - ジョナ・ヒル - 『ウルフ・オブ・ウォールストリート』

### 助演女優賞
- 受賞 - ジェニファー・ローレンス - 『アメリカン・ハッスル』
  - 次点 - ルピタ・ニョンゴ - 『それでも夜は明ける』
  - ジュリア・ロバーツ - 『8月の家族たち』
  - ジューン・スキッブ - 『ネブラスカ ふたつの心をつなぐ旅』
  - スカーレット・ヨハンソン - 『her/世界でひとつの彼女』

### 今年最も活躍した俳優
- 受賞 - マシュー・マコノヒー - 『ウルフ・オブ・ウォールストリート』、『ダラス・バイヤーズクラブ』、『MUD -マッド-』
  - 次点 - ジェニファー・ローレンス - 『ハンガー・ゲーム2』、『アメリカン・ハッスル』
  - レオナルド・ディカプリオ - 『ウルフ・オブ・ウォールストリート』、『華麗なるギャツビー』
  - エイミー・アダムス - 『マン・オブ・スティール』、『アメリカン・ハッスル』、『her/世界でひとつの彼女』
  - ベネディクト・カンバーバッチ - 『フィフス・エステート/世界から狙われた男』、『ホビット 竜に奪われた王国』、『8月の家族たち』、『それでも夜は明ける』、『スター・トレック イントゥ・ダークネス』

### ブレイクスルー映画人賞
- 受賞 - アデル・エグザルホプロス - 『アデル、ブルーは熱い色』(演技)
  - 次点 - ブリー・ラーソン - 『ショート・ターム』、The Spectacular Now、『ドン・ジョン』(演技)
  - レイク・ベル - 『私にだってなれる! 夢のナレーター単願希望』(監督・脚本・演技)
  - ライアン・クーグラー - 『フルートベール駅で』(監督・脚本)
  - デスティン・クレットン - 『ショート・ターム』(監督・脚本)

### 脚本賞
- 受賞 - スパイク・ジョーンズ - 『her/世界でひとつの彼女』
  - 次点 - デスティン・クレットン - 『ショート・ターム』
  - エリック・ウォーレン・シンガー、デヴィッド・O・ラッセル - 『アメリカン・ハッスル』
  - コーエン兄弟 - 『インサイド・ルーウィン・デイヴィス 名もなき男の歌』
  - ボブ・ネルソン - 『ネブラスカ ふたつの心をつなぐ旅』

### 脚色賞
- 受賞 - テレンス・ウィンター - 『ウルフ・オブ・ウォールストリート』
  - 次点 - ジョン・リドリー - 『それでも夜は明ける』
  - スコット・ノイスタッター、マイケル・Ｈ・ウェバー - The Spectacular Now
  - ジュリー・デルピー、イーサン・ホーク、リチャード・リンクレイター - 『ビフォア・ミッドナイト』
  - ビリー・レイ - 『キャプテン・フィリップス』

### 撮影賞
- 受賞 - エマニュエル・ルベツキ - 『ゼロ・グラビティ』
  - 次点 - ホイテ・ヴァン・ホイテマ - 『her/世界でひとつの彼女』
  - ショーン・ボビット - 『それでも夜は明ける』
  - ブノワ・デビエ - 『スプリング・ブレイカーズ』
  - ブリュノ・デルボネル - 『インサイド・ルーウィン・デイヴィス 名もなき男の歌』
  - シェーン・カルース - Upstream Color

### 作曲賞
- 受賞 - 『her/世界でひとつの彼女』
  - 次点 - 『ゼロ・グラビティ』
  - 『それでも夜は明ける』
  - 『ネブラスカ ふたつの心をつなぐ旅』
  - 『ウォルト・ディズニーの約束』

### 見過ごされた映画賞
- 受賞 - 『ショート・ターム』
  - 次点 - 『MUD -マッド-』
  - The Spectacular Now
  - 『イノセント・ガーデン』

### アニメ映画賞
- 受賞 - 『風立ちぬ』
  - 次点 - 『アナと雪の女王』
  - 『クルードさんちのはじめての冒険』
  - 『モンスターズユニバーシティ』
  - 『怪盗グルーのミニオン危機一発』

### 外国語映画賞
- 受賞 - 『風立ちぬ』 日本
  - 次点 - 『アデル、ブルーは熱い色』 フランス
  - 『偽りなき者』 デンマーク
  - 『グランド・マスター』 香港
  - 『汚れなき祈り』 ルーマニア

### ドキュメンタリー映画賞
- 受賞 - 『アクト・オブ・キリング』
  - 次点 - 『物語る私たち』
  - 『バックコーラスの歌姫たち』
  - 『リヴァイアサン』
  - Blackfish
  - 『ROOM237』